# Plaisance (Trinidad y Tobago)
Plaisance es una localidad de Trinidad y Tobago, que forma parte de la región de Mayaro-Rio Claro.

## Geografía
La localidad abarca parte de la isla Trinidad y limita al norte con St. Joseph Village, al sur y oeste con Mayaro y al este con el Atlántico.

## Demografía
Datos demográficos de la localidad de Plaisance:
| Gráfica de evolución demográfica de Plaisance entre 2000 y 2011 |
|                                                                 |